# Lambeth Archives

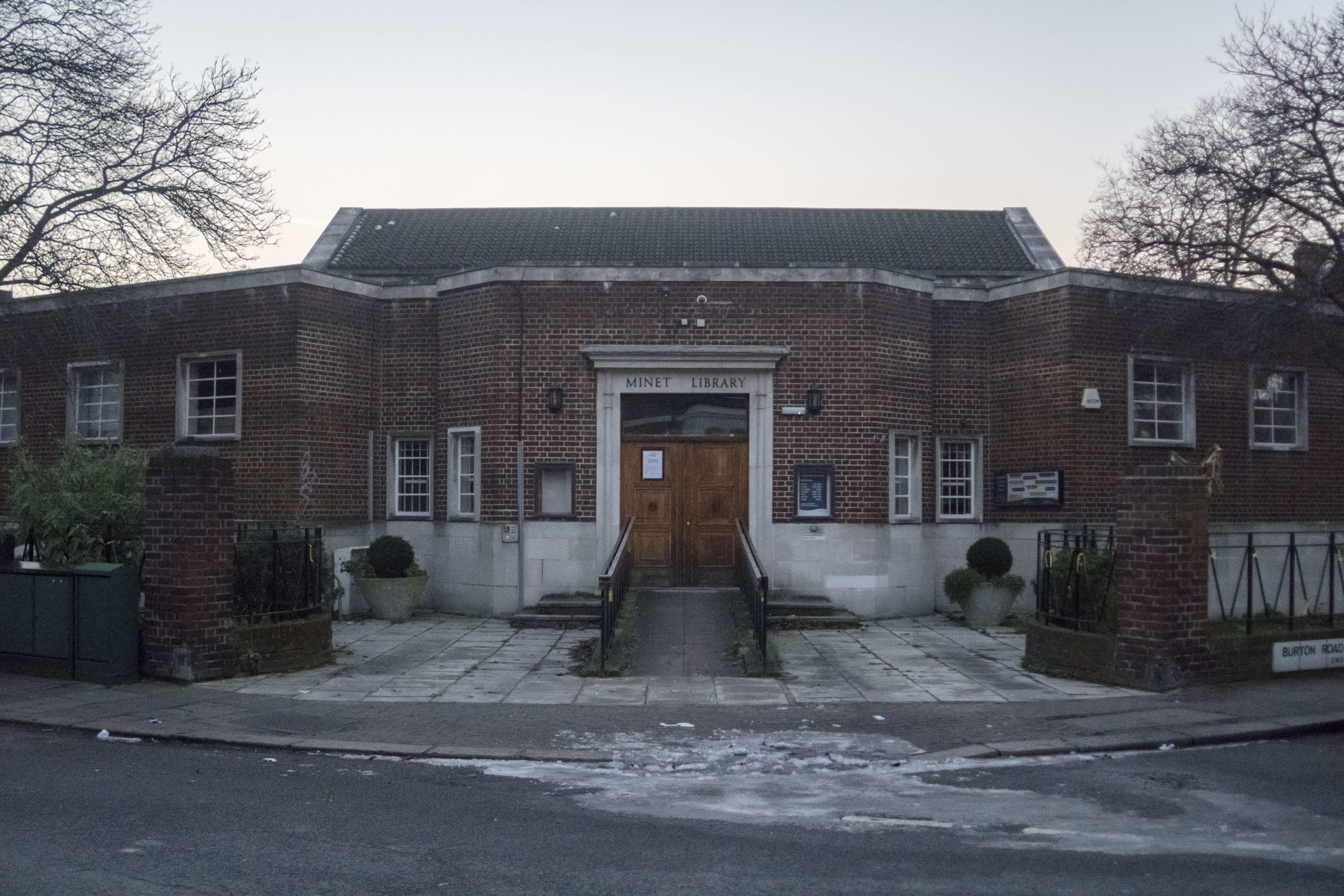

Les Lambeth Archives sont un centre d'archives du sud de Londres, gérées par le Borough londonien de Lambeth. Elles contiennent des archives d'entreprises, d'organisations et d'individus de Lambeth et sont situées à la bibliothèque Minet (en). Les archives contiennent divers documents permettant de retracer l'histoire familiale, notamment les registres paroissiaux, les registres électoraux, les registres d'état civil, les relevés de recensement, les registres du scrutin, les registres des cimetières, les annuaires commerciaux et commerciaux ainsi que les journaux historiques. Elles sont ouvertes gratuitement au public.